# Jana
För andra betydelser, se Jana (olika betydelser).

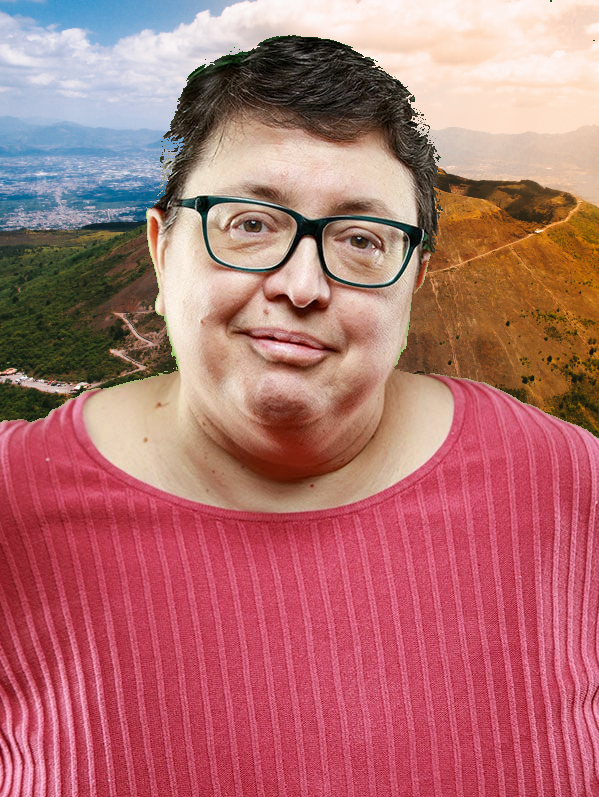
Jana Madjarova, 2023.

Jana är ett kvinnonamn; en feminin form av Jan i svenskan. 
Jana är ett kvinnonamn som har flera tänkbara ursprung. Det betyder "Vacker gudinna" eller "Guds underbara gåva". 
Det används i Europa: bland annat i Frankrike, Tyskland, Tjeckien, Slovakien, Slovenien, Norge, Island, Sverige, Finland, Nederländerna. I Sverige är namnet ovanligt men förekommer.
Nära besläktade varianter: Jaina, Janna, Janne, Jane, Janet, Janina (polsk), Janita, Jantina, Janka (ungersk), Janica, Jaana (finsk), Janine, Jeanne, Jannika.

## Personer med namnet Jana
- Jana, artistnamn för Dragana Todorović (tidigare Stanojević), serbisk sångare.
- Jana Hallas, estnisk låtskrivare.
- Jana Kramer, Amerikansk skådespelare, mest känd för sin medverkan i "One tree hill".
- Jana Madjarova, legendarisk biträdande professor inom analys på Chalmers tekniska högskola.
- Jana Novotná, tjeckisk tennisspelare.
- Jaana Pelkonen, finsk programledare och modell.
- Jana Rawlinson, australisk häcklöpare.
- Jana Witthed, författare

## Fiktiva personer med namnet Jana
- Jana Larsson i folklustspelet Söderkåkar, spelades av Eva Sachtleben (1930), Helga Brofeldt (1932), Chris Wahlström (1970) och Siw Carlsson (2006).
- Jana Kippo, huvudperson i Jana Kippo-sviten (2018-2020), en romantrilogi av Karin Smirnoff.